# Jorge Chebataroff
Jorge Chebataroff Cazachenko (n. cerca del Monte Kazbek, Cáucaso, Imperio ruso, 8 de marzo de 1909 - Montevideo, 18 de marzo de 1984) fue un profesor, botánico, geógrafo y biólogo uruguayo de origen ruso.

## Biografía
Hijo de Jorge Chebataroff y de Ana Cazachenko, nace en Rusia y llega a Uruguay con 4 años. Se instalan en el departamento de Flores, próximo a los Cerros de Ojosmín. Posteriormente se trasladan a Montevideo.
Casado en 1937 con Lilí Reta Delfante, tuvo un hijo, Jorge Fernando.
Fue un explorador intenso y dedicado. Lugares como las Sierras de Mahoma, las Barrancas de San Mauricio, los Cerros del Penitente, el Cerro de las Ánimas, el Cerro Arequita, Villa Serrana, el Arroyo Catalán Chico, Pajas Blancas, etc., se transformaron en verdaderas aulas y laboratorios de campo.

## Honores

### Eponimia
En 1999 se denomina con su nombre el Liceo N° 50 Casabó.
Especies
- (Anacardiaceae) Schinus chebataroffii Herter[1]

- (Asteraceae) Noticastrum chebataroffii (Herter) Zardini[2]

## Obras
Publicó más de un centenar de trabajos científicos y unos quinientos artículos de divulgación popular. Se destacan: libros de texto para Enseñanza Primaria y Secundaria, Instituto de Profesores Artigas, ediciones didácticas con técnicas especiales (film-strips, libros de diapositivas, atlas educativos y programas televisivos) y alrededor de 370 artículos en el Suplemento Dominical del diario ˜El Día˜ y 70 en la revista infantil ˜El Grillo˜. Escribió sobre temas de botánica, como por ejemplo "Palmeras del Uruguay", y también de geología, "Meteorización de las rocas". De sus numerosas exploraciones en el norte del país resulta la hipótesis del hombre del Catalanense.
- La abreviatura «Chebat.» se emplea para indicar a Jorge Chebataroff como autoridad en la descripción y clasificación científica de los vegetales.[4]